# Чебыкин, Алексей Николаевич
Алексе́й Никола́евич Чебы́кин (27 марта 1947, Ключи — 4 января 2009, Шатурторф, Московская область) — советский легкоатлет, специалист по бегу на короткие дистанции. Выступал за сборную СССР по лёгкой атлетике в начале 1970-х годов, чемпион СССР в эстафете 4 × 100 метров, победитель и призёр первенств всесоюзного значения, участник чемпионата Европы в Хельсинки. Представлял Москву и физкультурно-спортивное общество «Динамо».

## Биография
Алексей Чебыкин родился 27 марта 1947 года в селе Ключи. Занимался лёгкой атлетикой в Москве, выступал за физкультурно-спортивное общество «Динамо».
Первого серьёзного успеха на всесоюзном уровне добился в сезоне 1971 года, когда на чемпионате страны в рамках V летней Спартакиады народов СССР в Москве завоевал бронзовые награды в беге на 200 метров и в эстафете 4 × 100 метров. Благодаря этому успешному выступлению вошёл в основной состав советской сборной и удостоился права защищать честь страны на чемпионате Европы в Хельсинки — в беге на 200 метров дошёл до стадии полуфиналов, установив свой личный рекорд (21,45), тогда как в программе эстафеты 4 × 100 метров вместе с соотечественниками стал пятым.
В 1973 году на чемпионате СССР в Москве с московской командой, куда также вошли спринтеры Александр Корнелюк, Борис Изместьев и Александр Лебедев, одержал победу в эстафете 4 × 100 метров.
Трагически погиб 4 января 2009 года в посёлке Шатурторф Московской области.